# Vitalij Volodymyrovyč Skakun
Vitalij Volodymyrovyč Skakun (in ucraino Віталій Володимирович Скакун?; Berežany, 19 agosto 1996 – Heničes'k, 24 febbraio 2022) è stato un militare ucraino, noto per aver sacrificato la propria vita durante l'invasione russa dell'Ucraina del 2022 mentre faceva saltare in aria un ponte a Heničes'k per frenare l'avanzata delle truppe russe nel corso dell'offensiva di Cherson.

## Biografia

### Primi anni
Skakun nacque il 19 agosto del 1996 a Berežany, in Ucraina occidentale. Studiò nella scuola n. 3 di Berežany, dove sua madre lavorava come insegnante. Skakun si diplomò alla scuola professionale superiore n. 20 di Leopoli, dove studiò per diventare un saldatore. Skakun si laureò al Politecnico di Leopoli. Nel 2018 visse per sei mesi a Leszno, dove lavorò come operaio edile.

### Morte
Il 24 febbraio  2022, il primo giorno dell'invasione russa dell'Ucraina, il 137º Battaglione della 35ª Brigata fanteria di marina nel quale prestava servizio Skakun fu schierato a guardia del ponte di Heničes'k sul fiume Dnepr con l'obiettivo di fermare l'avanzata verso nord delle truppe russe che stavano invadendo la regione dalla penisola occupata della Crimea, durante l'offensiva di Cherson. Quando una colonna di mezzi pesanti russi si avvicinò a Cherson, si decise che l'unico modo per fermare l'avanzata sarebbe stato distruggere il ponte. Skakun, un ingegnere militare, si offrì come volontario per posizionare le mine sul ponte.
Dopo aver posto gli esplosivi, a Skakun mancò il tempo per allontanarsi dal ponte e, dopo aver comunicato le sue intenzioni ai suoi compagni, fece esplodere le mine, morendo e distruggendo il ponte. Questo gesto rallentò l'avanzata delle truppe russe e diede al suo battaglione il tempo di riorganizzarsi.
I funerali si svolsero a Berežany, nella chiesa della Santissima Trinità, e il suo corpo venne sepolto nel cimitero della sua città natale.

## Omaggi
Il 26 febbraio del 2022 Skakun ricevette postumo l'Ordine della Stella d'Oro del titolo di Eroe dell'Ucraina da parte del presidente ucraino Volodymyr Zelens'kyj.

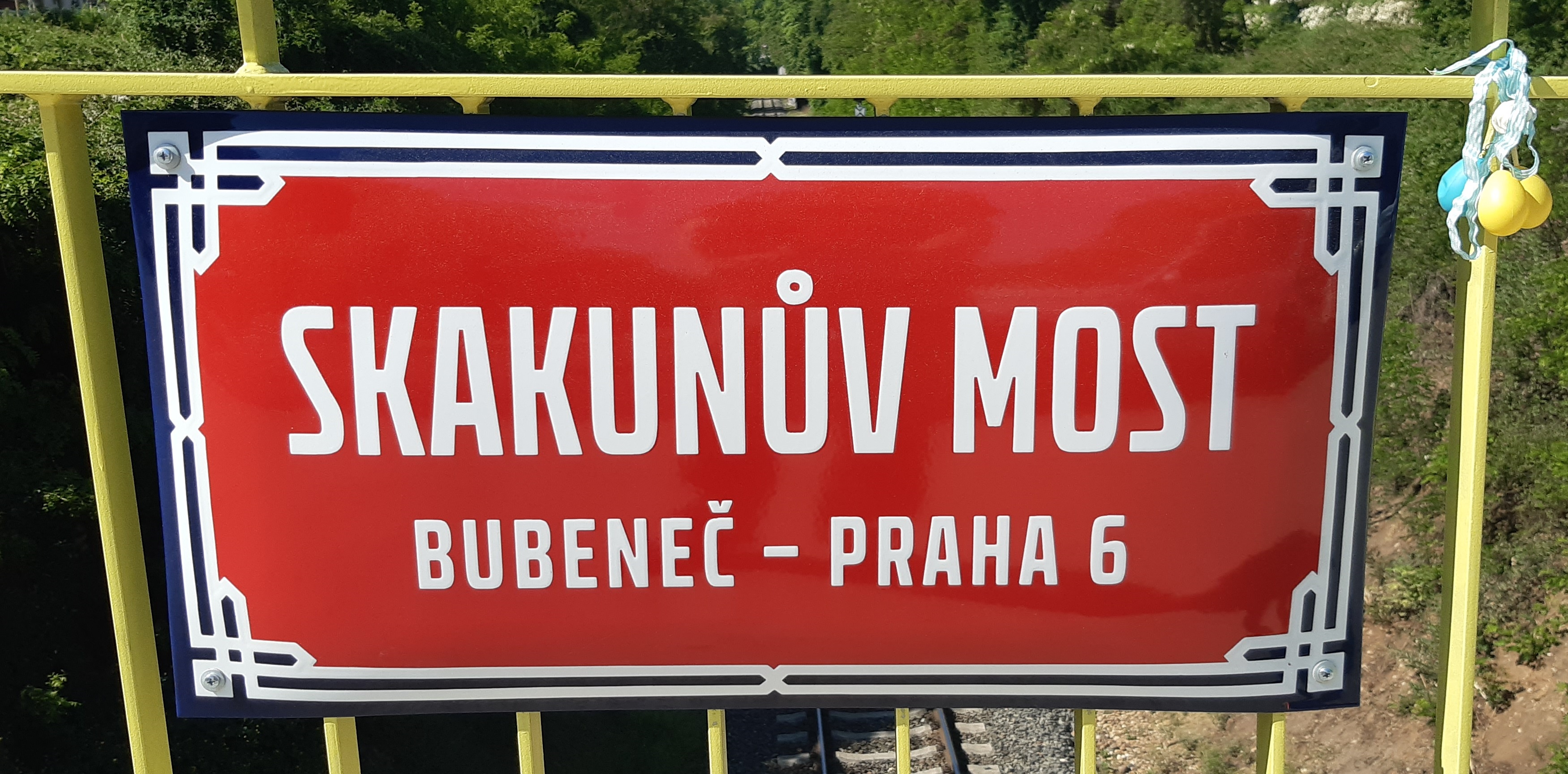
La targa dello Skakunův most, un ponte di Praga dedicato a Skakun.

Il 28 febbraio del 2022 il rappresentante di uno dei distretti della città ceca di Praga propose di dare un nome a un ponte fino ad allora anonimo che si trovava lungo la ulice Korunovační, dove si trova l'indirizzo dell'ambasciata russa, chiamandolo "ponte Vitalij Skakun". La proposta venne accolta dal distretto e inviata al consiglio municipale praghese. Il nome Skakunův most venne approvato ufficialmente il 25 marzo 2022.
Il primo marzo del 2022, il consiglio municipale di Berežany gli assegnò il titolo di "cittadino onorario di Berežany". Il 7 marzo gli venne concessa la cittadinanza onoraria di Leszno.
Nell'ambito della ridenominazione delle strade in molte città ucraine, alcune di queste vie sono state ribattezzate in onore di Vitalij Volodymyrovyč Skakun. Il 28 aprile del 2022, nella città di Mukačevo, la vulycja Nachimova venne ribattezzata in vulycja Vitalija Skakuna, mentre il 25 agosto il consiglio comunale di Kiev decise di dare questo nome alla vulycja Akademika Kablukova.
Nell'ottobre del 2022 a Berežany furono stampati dei francobolli con i ritratti di Skakun e di altri due soldati morti durante l'invasione russa dell'Ucraina, Maksym Volodymyrovyč Rydzanyč e Ustym Volodymyrovyč Holodnjuk.
Il primo febbraio 2023 venne inaugurata una targa commemorativa in onore di Vitalij Skakun presso la scuola superiore n. 20 di Leopoli, dove aveva studiato. Il 16 febbraio del 2023, a Berežany, la vulycja Lysenka fu rinominata in onore di Vitalij Skakun.